# Adrian Ropotan
Adrian Ropotan (* 8. Mai 1986 in Galați) ist ein ehemaliger rumänischer Fußballspieler.

## Karriere
Im Jahr 2004 kam Ropotan zunächst in den Kader der zweiten Mannschaft von Dinamo Bukarest, die seinerzeit in der zweiten rumänischen Liga, der Divizia B (heute Liga II), vertreten war. Dort wurde er im Laufe der Saison 2005/06 zum Stammspieler und schnupperte am 18. März 2006 erstmals in der ersten Mannschaft Erstligaluft. Im Laufe der Spielzeit 2006/07 wurde er bei Dinamo zum Stammspieler und gewann am Saisonende seine erste Meisterschaft. In den folgenden Jahren konnte der Klub nicht mehr an diesen Erfolg anknüpfen.
Zu Beginn des Jahres 2009 verließ Ropotan seine rumänische Heimat und wechselte zu Dynamo Moskau nach Russland. Dort etablierte er sich nach Anlaufschwierigkeiten ebenfalls als Stammspieler, sein Verein konnte aber die hohen Erwartungen nicht erfüllen und schloss sowohl die Spielzeit 2009 als auch 2010 lediglich im Mittelfeld ab. Im Sommer 2011 wechselte er auf Leihbasis zum Ligakonkurrenten Tom Tomsk. Nach seiner Rückkehr im Sommer 2012 kam er für Dynamo nur noch auf sechs Einsätze, ehe er im Januar 2013 zum Ligakonkurrenten Wolga Nischni Nowgorod wechselte. Im Sommer 2014 verließ er Russland zum aserbaidschanischen Verein FK Qəbələ, bei dem sein Landsmann Dorinel Munteanu als Trainer arbeitete. Nach Munteanus Entlassung kam Ropotan in der zweiten Hälfte der Saison 2014/15 nicht mehr zum Einsatz.
Im Sommer 2015 kehrte Ropotan nach Rumänien zurück und schloss sich Petrolul Ploiești an. In der Winterpause 2015/16 zog er zu Pandurii Târgu Jiu weiter. Mit seiner Mannschaft beendete er die Spielzeit auf dem dritten Tabellenrang, was die Qualifikation zur Europa League bedeutete. Im Sommer 2016 entschloss er sich, zum Hatta Club in die UAE Arabian Gulf League zu wechseln. Von dort wechselte er im September 2018 wieder in seine Heimat um hier bei Concordia Chiajna nach der Saison 2018/19 seine Karriere zu beenden.

## Nationalmannschaft
Ropotan debütierte am 19. November 2008 im Trikot der rumänischen Nationalmannschaft, als er in einem Freundschaftsspiel gegen Georgien in der Halbzeitpause für Costin Lazăr eingewechselt wurde. Im Dezember 2008 kam er in zwei inoffiziellen Spielen gegen die eigene U-21-Mannschaft und Steaua Bukarest zum Einsatz, ehe Nationaltrainer Victor Pițurcă nicht mehr auf ihn baute. Erst im November 2010 holte ihn dessen Nachfolger Răzvan Lucescu zurück in den Kreis der Nationalmannschaft, wo er im Freundschaftsspiel gegen Italien am 17. November sein Comeback gab. Im März 2011 bestritt er zwei EM-Qualifikationsspiele gegen Bosnien-Herzegowina und Luxemburg.
Anschließend wurde Ropotan vier Jahre lang nicht berücksichtigt und kehrte erst im März 2016 unter Anghel Iordănescu ins Nationalteam zurück. Im Freundschaftsspiel gegen Spanien wurde er am 27. März 2016 in der Nachspielzeit für Mihai Pintilii eingewechselt. Im Mai desselben Jahres gehörte Ropotan zum vorläufigen Aufgebot Iordănescus für die Europameisterschaft in Frankreich, wurde jedoch letztlich nicht nominiert. Am 25. Mai 2016 bestritt er gegen die Demokratische Republik Kongo sein letztes Länderspiel.

## Erfolge
- Rumänischer Meister: 2007